# هيرمريغن
هيرمريغن (بالألمانية: Hermrigen) هي واحدة من بلديات مقاطعة سيلاند في كانتون برن في سويسرا. تبلغ مساحتها 3.5 كيلومتر مربع، ويقدر عدد سكانها بـ 303 نسمة (حسب تعداد ديسمبر 2015).